# Caronia (schip, 1905)
De RMS Caronia I was een passagiersschip van de rederij Cunard Line. Het schip werd gebouwd als testschip om de blauwe wimpel terug te bemachtigen van Kaiser Wilhelm der grosse en voer op de lijn Liverpool - New York.
Men wou de nieuwe stoomturbine van Charlie Parsons testen en dit door de Caronia en Carmania identiek te maken met uitzondering van de motoren. Aan de schepen werd de bijnaam "The Pretty Sisters" gegeven.
Tijdens haar derde reis liep de Caronia vast op Sandy Hook zonder noemenswaardige schade op te lopen.

## Eerste Wereldoorlog
Tijdens de bouw van het schip was voorzien om het te kunnen omschakelen naar een gewapende kruiser. De omschakeling duurde tot 8 augustus 1914 en al op 11 augustus veroverde het schip de Duitse bark Odessa. 
Na enige tijd werd het schip ingezet om de wateren rond New York te beveiligen. Het kwam in deze periode tot een aanvaring met de schoener Edward B. Winslow weerom zonder noemenswaardige schade.
Na een onderhoudsbeurt in mei 1915 werd het schip ingezet tot 7 augustus 1916 om smokkelaars te onderscheppen. Vanaf dan werd het schip als troepentransportschip ingezet gedurende de resterende oorlogstijd en achteraf om de Canadese troepen terug te brengen.

## Na de oorlog
Op 12 september 1919 was het schip opnieuw in dienst en dit op de lijn Halifax - Londen en later werd daar opnieuw New York aan  toegevoegd. Na verbouwingen in 1926 werd het passagiers aantal teruggebracht naar 1.467 passagiers. Vanaf dan deed het schip enkel nog wintercruises en lag het in de haven gedurende de rest van het jaar.
Door de depressie werden oude schepen afgedankt en werd het schip uit dienst genomen vanaf 1931 om aan de sloopfirma Hughes Bocklow & Co. te verkopen. Deze verkocht het echter door aan een Japanse firma die het hernoemde tot Taiseiyo Maruom om de reis richting sloophamer in Osaka te varen.